# 路益人
路 益人（みち の ますひと、生没年不詳）は、飛鳥時代の人物。姓は直。672年（弘文天皇元年/天武天皇元年）の壬申の乱で大海人皇子（天武天皇）に従い、鈴鹿関に大津皇子を迎えに遣わされた。

## 出自
路氏（路直）は東漢氏の流れを汲む、漢系渡来氏族。

## 経歴
壬申の乱の勃発時の動静は不明だが、大海人皇子が伊勢国に入った25日には、皇子のそばにいた。
壬申の乱の開始時に、大海人皇子は自ら吉野宮から東に向かうと共に、近江大津宮がある大津にいる高市皇子と大津皇子に都からの脱出を指示した。二人の皇子はそれぞれ味方を連れて別々に脱出し、伊勢国に向かった父のあとを追った。このうち高市皇子は6月25日に合流を果たし、大津皇子はその日の深夜に伊勢の鈴鹿関に辿り着いた。そこは大海人皇子が置いた500人の兵士が封鎖していた。大津皇子はただちに身元を明かすことをしなかったらしく、鈴鹿関司は、山部王と石川王が来たので関に留置したと大海人皇子に報せた。
このとき大海人皇子が二人の王を呼び寄せるために遣わしたのが、路益人であった。翌26日の朝、朝明郡の迹太川の岸で大海人皇子が天照大神を拝しているときに、路益人が来て「関で止められていたのは山部王・石川王ではなく、大津皇子だった。」と報告した。皇子の一行はすぐに益人に続いて現れた。

## 考察
伴信友によると、この時の関司の報告は誤報ではなく、実は山部王も大津皇子とともに随伴して鈴鹿関にやってきたが、故障が起こり、近江に立ち帰った可能性もある。のちに犬上川で蘇我果安らに殺されたのも、大海人皇子側につく意図が発覚したからだという。
路益人については、大海人皇子に最初から従ったいわゆる「元従者」だったのか、あるいは現地の地理に明るい人だったのかは定かではない。